# 대한민국 제5대 국회의원 선거
제5대 민의원의원 선거와 제1회 참의원의원 선거는 1960년 4·19 혁명으로 이승만 정부가 붕괴된 후 대한민국 제2공화국 헌법에 따라 1960년 7월 29일에 실시됐다.
대한민국 제2공화국은 양원제를 채택하고 있었는데, 하원인 민의원의원은 한 선거구에서 1명을 선출하는 소선거구제, 상원인 참의원의원은 한 선거구에 2~8명을 선출하는 대선거구제와 제한 연기명 투표 방식으로 선거하게 되었다. 참의원의원은 전 의석을 한 번에 총선거하는 게 아니라 3년에 한 번씩 1/2을 개선하는 것이 맞았으나, 참의원이 처음으로 구성되는 선거이므로 모두 총선거하되 그 중 절반은 임기를 조기 만료시키는 방식을 취했다.
이 선거에서 민주당은 민의원 의석의 3/4과 참의원 의석의 과반을 점하는 압도적인 승리로 견제 없는 탄탄대로가 예측됐으나, 선거 직후 8월 들어 당권 경쟁에서 신파에 밀린 당내 구파 세력이 '일당정치는 일당독재로 흐르기 쉬워 이 나라 민주주의에 도움이 안되니 보수 양당제를 지향해야 한다'는 식의 논리로 분당 낌새를 보이더니, 몇개월 뒤 실제 신민당을 창당하며 당이 갈라지게 된다.
이로써 대한민국 국회 사상 처음으로 양원제를 구성하였으나, 제5대 민의원 및 초대 참의원은 5·16 군사 정변에 의해 9개월여 만에 문을 내린 단명 국회가 되고 말았다.

## 배경

### 개헌
4·19 혁명 이후인 1960년 6월 15일 의원내각제 헌법이 공포되었고, 10일 뒤인 6월 25일 개정·공포된 국회의원선거법에 따라 7월 29일 민의원의원과 참의원의원의 선거가 동시에 실시되었다. 이 선거는 헌법을 개정하여 정부의 구성 방식을 대통령제에서 의원내각제로 변경한 후, 제2공화국을 담당할 정부를 선택하는 최초의 선거였기 때문에 국내·외의 관심을 받은 선거였다.
참의원을 두는 양원제는 1952년부터 헌법에 규정되어 있었지만, 이승만 정부 기간에는 집권당인 자유당의 거부로 의원 선거 자체가 실시되지 못하고, 국회는 사실상 민의원 단독의 단원제로 운영되었다.

### 선거 방식
제2공화국 헌법에 따라 제5대 총선에서 처음 실시된 참의원의원 선거는 서울특별시와 각 도(道)를 선거구로 한 대선거구제로 실시되었다. 참의원의 선거구별 의원 정수는 전라남도, 경상남도, 경상북도가 각 8명, 서울특별시, 경기도, 충청남도, 전라북도가 각 6명, 강원도, 충청북도가 각 4명이었고, 제주도는 2명이었다. 투표는 하나의 투표용지에 1명에게만 기표하는 단기명 투표가 아니라, 선거구별 당선 정원의 2분의 1까지에 기표할 수 있는 제한 연기명 투표 방식으로 실시되었다. 이는 예를 들어 한 선거구에서 6명의 참의원의원이 선출될 경우, 그 선거구의 유권자는 투표용지에 기재된 후보자 중 3명까지에 기표할 수 있는 제도였다.
민의원의원 선거는 종전과 같이 한 선거구에서 1명을 선출하는 소선거구제를 그대로 유지하였다.
투표방법은 먼저 민의원의원에 투표하고, 그 다음 참의원의원에 투표하는 방법으로 실시되었다.
선거인 등재율은 전체인구의 53.9%로 선거사상 가장 높았으며 이는 선거권자의 연령이 21세에서 20세로 낮아졌다는 점과 자연 인구의 증가가 그 배경이다. 총투표율은 선거인 총수의 84.3%로 지금까지의 선거에 비해 비교적 낮은 편이었다. 이는 제1공화국 때 치러진 선거에서처럼 관권에 의해서 유권자를 투표소로 강제로 동원하거나 투표부정이 없었기 때문이다.

### 정당별 상황
집권당으로 확정적인 민주당은 233개 선거구 가운데 민의원의원에 227명과 참의원의원에 58명을 공천하려 했으나 신·구파간의 경쟁이 치열하게 되어 신파 공천 선거구에 구파가 대항후보를 내고, 구파 공천 선거구에 신파가 대항 후보를 공천한 곳이 110여개 선거구나 되었다.
몰락의 길에 들어선 자유당은 공식적인 공천을 하지 않았고, 대부분 무소속으로 출마하였다. 자유당으로 출마한 사람은 민의원의원이 54명, 참의원의원이 11명이었다. 정당별 입후보상황은 전국적인 조직을 가진 민주당을 비롯하여 14개 정당·사회단체가 후보를 출마시켰다. 무소속은 입후보자 총수의 64.4%에 해당하는 1,010명으로 4·19혁명 직후의 정치 과열 현상을 극명하게 보여주었다. 민주당은 모두 305명이 입후보하여 전체의 19.55%를 차지했다. 이 선거에서 전체경쟁률은 의원정수 233명에 1,563명이 입후보하여 평균 6.7 대 1의 경쟁률을 나타냈다.
참의원 입후보자수는 201명으로 평균경쟁률은 3.5 대 1이었다.

## 민의원의원 선거 결과
- 투표자수 : 9,778,921명
- 투표율 : 84.3%

| 정당       | 의원수 |
| ---------- | ------ |
| 민주당     | 172    |
| 사회대중당 | 4      |
| 자유당     | 2      |
| 한국사회당 | 1      |
| 통일당     | 1      |
| 헌정동지회 | 1      |
| 무소속     | 52     |
| 합계       | 233    |

### 지역별
| 지역       | 민주당 | 사회대중당 | 자유당 | 한국사회당 | 통일당 | 헌정동지회 | 무소속 | 합계 |
| ---------- | ------ | ---------- | ------ | ---------- | ------ | ---------- | ------ | ---- |
| 서울특별시 | 15     | -          | -      | -          | -      | -          | 1      | 16   |
| 경기도     | 14     | -          | -      | -          | -      | -          | 11     | 25   |
| 강원도     | 11     | 1          | 1      | -          | -      | -          | 7      | 20   |
| 충청남도   | 18     | -          | -      | -          | -      | -          | 4      | 22   |
| 충청북도   | 9      | -          | -      | -          | -      | 1          | 3      | 13   |
| 전라남도   | 29     | -          | -      | -          | 1      | -          | 2      | 32   |
| 전라북도   | 18     | 1          | -      | -          | -      | -          | 5      | 24   |
| 경상남도   | 30     | 1          | 1      | -          | -      | -          | 8      | 40   |
| 경상북도   | 27     | 1          | -      | -          | -      | -          | 10     | 38   |
| 제주도     | 1      | -          | -      | 1          | -      | -          | 1      | 3    |

### 정당별 득표율
| 정당       | 득표수    | 득표율 |
| ---------- | --------- | ------ |
| 민주당     | 3,786,304 | 41.7%  |
| 자유당     | 249,960   | 2.8%   |
| 사회대중당 | 541,021   | 6.0%   |
| 한국사회당 | 57,965    | 0.6%   |
| 통일당     | 17,293    | 0.2%   |
| 한국독립당 | 26,649    | 0.3%   |
| 기타       | 149,366   | 1.6%   |
| 무소속     | 4,249,180 | 46.8%  |
| 합계       | 9,077,835 |        |

## 참의원의원 선거 결과
- 투표자수 : 9,747,688명
- 투표율 : 84.1%

| 정당           | 의원수 |
| -------------- | ------ |
| 민주당         | 31     |
| 자유당         | 4      |
| 사회대중당     | 1      |
| 한국사회당     | 1      |
| 혁신동지총연맹 | 1      |
| 무소속         | 20     |
| 합계           | 58     |

### 지역별
| 지역       | 민주당 | 자유당 | 사회대중당 | 한국사회당 | 혁신동지총연맹 | 무소속 | 합계 |
| ---------- | ------ | ------ | ---------- | ---------- | -------------- | ------ | ---- |
| 서울특별시 | 4      | -      | -          | -          | -              | 2      | 6    |
| 경기도     | 2      | 1      | -          | -          | -              | 3      | 6    |
| 강원도     | 3      | -      | -          | -          | -              | 1      | 4    |
| 충청남도   | 2      | 1      | 1          | -          | -              | 2      | 6    |
| 충청북도   | 3      | 1      | -          | -          | -              | -      | 4    |
| 전라남도   | 4      | 1      | -          | -          | -              | 3      | 8    |
| 전라북도   | 4      | -      | -          | -          | -              | 2      | 6    |
| 경상남도   | 4      | -      | -          | -          | 1              | 3      | 8    |
| 경상북도   | 3      | -      | -          | 1          | -              | 4      | 8    |
| 제주도     | 1      | -      | -          | -          | -              | 1      | 2    |

### 정당별 득표율
| 정당           | 득표수     | 득표율 |
| -------------- | ---------- | ------ |
| 민주당         | 8,195,543  | 38.9%  |
| 자유당         | 1,248,753  | 5.9%   |
| 사회대중당     | 516,346    | 2.4%   |
| 한국사회당     | 191,643    | 0.9%   |
| 혁신동지총연맹 | 188,792    | 0.9%   |
| 무소속         | 10,349,763 | 49.1%  |

## 정당·단체별 결과

### 민주당
민의원의원 선거 결과는 민주당이 의원정수의 75.1%에 해당하는 175명이 당선되어 과반수를 훨씬 넘었다. 무소속도 49명이 당선되었는데, 이 중 상당수는 민주당의 신·구파 공천연합에서 낙천된 후보였음으로 민주당이 완승한 선거라고 할 수 있었다. 참의원의원 선거 결과는 민주당이 의원정수 58명에 31명이 당선되어 절대다수 의석을 차지하였다.

### 자유당
자유당은 민의원의원 선거에서 2석, 참의원의원 선거에서 4석을 얻는 데 그쳐 군소정당으로 전락하고 말았다.

### 혁신계
선거 결과는 자유당 뿐 아니라 4.19 이후 주요 세력으로 부상할 것으로 기대되던 한국사회당, 사회대중당 등 혁신 정당들도 사실상 전멸한 것으로 드러나 대한민국 국민들의 이념적 성향을 엿볼 수 있는 계기가 되었다. 사회대중당이 5월 중순 창당을 선언하며 "(자유당 대 민주당의) 보수 양당 제도를 거부 배격하고 보수 대 혁신 양당 제도의 조속한 확립을 위하여 탈투할 것"이라고 사뭇 자신있게 선언한 것에 비하면, 사회주의 혁신/진보 세력에 대한 국민들의 이질감은 여전히 존재했던 것으로 보인다.

## 당선자

### 민의원의원
민주당 
 사회대중당 
 자유당 
 통일당 
 한국사회당 
 헌정동지회 
 무소속 

| 시·도      | 선거구 / 당선자    | 선거구 / 당선자 | 선거구 / 당선자 | 선거구 / 당선자    |
| 서울특별시 | 종로구 갑          | 종로구 을       | 중구 갑         | 중구 을            |
| ---------- | ------------------ | --------------- | --------------- | ------------------ |
| 서울특별시 | 윤보선             | 한근조          | 주요한          | 정일형             |
| 서울특별시 |                    |                 |                 |                    |
| 서울특별시 | 동대문구 갑        | 동대문구 을     | 성동구 갑       | 성동구 을          |
| 서울특별시 | 민관식             | 이영준          | 유성권          | 홍용준             |
| 서울특별시 |                    |                 |                 |                    |
| 서울특별시 | 성북구             | 서대문구 갑     | 서대문구 을     | 마포구             |
| 서울특별시 | 서범석             | 김도연          | 김산            | 김상돈             |
| 서울특별시 |                    |                 |                 |                    |
| 서울특별시 | 용산구 갑          | 용산구 을       | 영등포구 갑     | 영등포구 을        |
| 서울특별시 | 장면               | 김원만          | 윤명운          | 김석원             |
| 서울특별시 |                    |                 |                 |                    |
| 경기도     | 인천시 갑          | 인천시 을       | 인천시 병       | 수원시             |
| 경기도     | 김재곤             | 곽상훈          | 김훈            | 홍길선             |
| 경기도     |                    |                 |                 |                    |
| 경기도     | 고양군             | 광주군          | 양주군 갑       | 양주군 을          |
| 경기도     | 유광열             | 신하균          | 강영훈          | 강승구             |
| 경기도     |                    |                 |                 |                    |
| 경기도     | 연천군             | 포천군          | 가평군          | 양평군             |
| 경기도     | 허혁               | 김영구          | 홍익표          | 천세기             |
| 경기도     |                    |                 |                 |                    |
| 경기도     | 여주군             | 이천군          | 용인군          | 안성군             |
| 경기도     | 박주운             | 최하영          | 김윤식          | 김갑수             |
| 경기도     |                    |                 |                 |                    |
| 경기도     | 평택군             | 화성군 갑       | 화성군 을       | 시흥군             |
| 경기도     | 이병헌             | 박상묵          | 서태원          | 이재형             |
| 경기도     |                    |                 |                 |                    |
| 경기도     | 부천군             | 김포군          | 강화군          | 파주군             |
| 경기도     | 박제환             | 정준            | 윤재근          | 황인원             |
| 경기도     |                    |                 |                 |                    |
| 경기도     | 옹진군             |                 |                 |                    |
| 경기도     | 손치호             |                 |                 |                    |
| 경기도     |                    |                 |                 |                    |
| 강원도     | 춘천시             | 원주시          | 강릉시          | 춘성군             |
| 강원도     | 계광순             | 박충모          | 김명윤          | 이찬우             |
| 강원도     |                    |                 |                 |                    |
| 강원도     | 홍천군             | 횡성군          | 원성군          | 영월군             |
| 강원도     | 이재학             | 양덕인          | 윤길중          | 태완선             |
| 강원도     |                    |                 |                 |                    |
| 강원도     | 평창군             | 정선군          | 철원군          | 김화군             |
| 강원도     | 장춘근             | 신인우          | 황학성          | 신기복             |
| 강원도     |                    |                 |                 |                    |
| 강원도     | 화천군             | 양구군          | 인제군          | 고성군             |
| 강원도     | 김준섭             | 김재순          | 전형산          | 김응조             |
| 강원도     |                    |                 |                 |                    |
| 강원도     | 양양군             | 명주군          | 삼척군          | 울진군             |
| 강원도     | 함종빈             | 최준길          | 최경식          | 김광준             |
| 강원도     |                    |                 |                 |                    |
| 충청북도   | 청주시             | 충주시          | 청원군 갑       | 청원군 을          |
| 충청북도   | 이민우             | 김기철          | 신정호          | 김창수             |
| 충청북도   |                    |                 |                 |                    |
| 충청북도   | 보은군             | 옥천군          | 영동군          | 진천군             |
| 충청북도   | 박기종             | 신각휴          | 민장식          | 이충환             |
| 충청북도   |                    |                 |                 |                    |
| 충청북도   | 괴산군             | 음성군          | 중원군          | 제천군             |
| 충청북도   | 안동준             | 이정석          | 정상희          | 이태용             |
| 충청북도   |                    |                 |                 |                    |
| 충청북도   | 단양군             |                 |                 |                    |
| 충청북도   | 조종호             |                 |                 |                    |
| 충청북도   |                    |                 |                 |                    |
| 충청남도   | 대전시 갑          | 대전시 을       | 대덕군          | 연기군             |
| 충청남도   | 유진영             | 진형하          | 박병배          | 성태경             |
| 충청남도   |                    |                 |                 |                    |
| 충청남도   | 공주군 갑          | 공주군 을       | 논산군 갑       | 논산군 을          |
| 충청남도   | 박충식             | 김학준          | 김천수          | 윤담               |
| 충청남도   |                    |                 |                 |                    |
| 충청남도   | 부여군 갑          | 부여군 을       | 서천군          | 보령군             |
| 충청남도   | 이석기             | 이종순          | 우희창          | 김영선             |
| 충청남도   |                    |                 |                 |                    |
| 충청남도   | 청양군             | 홍성군          | 예산군          | 서산군 갑          |
| 충청남도   | 이상철             | 김영환          | 성원경          | 장경순             |
| 충청남도   |                    |                 |                 |                    |
| 충청남도   | 서산군 을          | 당진군 갑       | 당진군 을       | 아산군             |
| 충청남도   | 안만복             | 이규영          | 박준선          | 성기선             |
| 충청남도   |                    |                 |                 |                    |
| 충청남도   | 천안군 갑          | 천안군 을       |                 |                    |
| 충청남도   | 홍춘식             | 이상돈          |                 |                    |
| 충청남도   |                    |                 |                 |                    |
| 전라북도   | 전주시 갑          | 전주시 을       | 군산시          | 이리시             |
| 전라북도   | 유청               | 이철승          | 김판술          | 이춘기             |
| 전라북도   |                    |                 |                 |                    |
| 전라북도   | 완주군 갑          | 완주군 을       | 진안군          | 금산군             |
| 전라북도   | 이정원             | 배성기          | 전휴상          | 유진산             |
| 전라북도   |                    |                 |                 |                    |
| 전라북도   | 무주군             | 장수군          | 임실군          | 남원군 갑          |
| 전라북도   | 신현돈             | 송영선          | 한상준          | 박환생             |
| 전라북도   |                    |                 |                 |                    |
| 전라북도   | 남원군 을          | 순창군          | 정읍군 갑       | 정읍군 을          |
| 전라북도   | 윤정구             | 홍영기          | 나용균          | 송능운             |
| 전라북도   |                    |                 |                 |                    |
| 전라북도   | 고창군 갑          | 고창군 을       | 부안군          | 김제군 갑          |
| 전라북도   | 유진               | 김상흠          | 송을상          | 조한백             |
| 전라북도   |                    |                 |                 |                    |
| 전라북도   | 김제군 을          | 옥구군          | 익산군 갑       | 익산군 을          |
| 전라북도   | 윤제술             | 양일동          | 조규완          | 윤택중             |
| 전라북도   |                    |                 |                 |                    |
| 전라남도   | 광주시 갑          | 광주시 을       | 광주시 병       | 목포시             |
| 전라남도   | 정성태             | 김용환          | 이필선          | 김문옥             |
| 전라남도   |                    |                 |                 |                    |
| 전라남도   | 여수시             | 순천시          | 광산군          | 담양군             |
| 전라남도   | 정재완             | 윤형남          | 고몽우          | 김동호             |
| 전라남도   |                    |                 |                 |                    |
| 전라남도   | 곡성군             | 구례군          | 광양군          | 여천군             |
| 전라남도   | 윤추섭             | 고기봉          | 김석주          | 김우평             |
| 전라남도   |                    |                 |                 |                    |
| 전라남도   | 승주군             | 고흥군 갑       | 고흥군 을       | 보성군             |
| 전라남도   | 조연하             | 박형근          | 서민호          | 이정래             |
| 전라남도   |                    |                 |                 |                    |
| 전라남도   | 화순군             | 장흥군          | 강진군          | 해남군 갑          |
| 전라남도   | 박민기             | 고영완          | 양병일          | 홍광표             |
| 전라남도   |                    |                 |                 |                    |
| 전라남도   | 해남군 을          | 영암군          | 무안군 갑       | 무안군 을          |
| 전라남도   | 김채용             | 김준연          | 김옥형          | 유옥우             |
| 전라남도   |                    |                 |                 |                    |
| 전라남도   | 무안군 병          | 나주군 갑       | 나주군 을       | 함평군             |
| 전라남도   | 주도윤             | 정문채          | 이경            | 김의택             |
| 전라남도   |                    |                 |                 |                    |
| 전라남도   | 영광군             | 장성군          | 완도군          | 진도군             |
| 전라남도   | 조영규             | 김병수          | 김선태          | 박희수             |
| 전라남도   |                    |                 |                 |                    |
| 경상북도   | 대구시 갑          | 대구시 을       | 대구시 병       | 대구시 정          |
| 경상북도   | 서동진             | 서상일          | 임문석          | 조재천             |
| 경상북도   |                    |                 |                 |                    |
| 경상북도   | 대구시 무          | 대구시 기       | 포항시          | 김천시             |
| 경상북도   | 조일환             | 장영모          | 이상면          | 김세영             |
| 경상북도   |                    |                 |                 |                    |
| 경상북도   | 경주시             | 달성군          | 군위군          | 의성군 갑          |
| 경상북도   | 오정국             | 박준규          | 문명호          | 오상식             |
| 경상북도   |                    |                 |                 |                    |
| 경상북도   | 의성군 을          | 안동군 갑       | 안동군 을       | 청송군             |
| 경상북도   | 우홍구             | 김시현          | 박해충          | 심길섭             |
| 경상북도   |                    |                 |                 |                    |
| 경상북도   | 영양군             | 영덕군          | 영일군 갑       | 영일군 을          |
| 경상북도   | 박종길             | 김영수          | 최태능          | 최해용             |
| 경상북도   |                    |                 |                 |                    |
| 경상북도   | 월성군 갑          | 월성군 을       | 영천군 갑       | 영천군 을          |
| 경상북도   | 김종해             | 황한수          | 조헌수          | 권중돈             |
| 경상북도   |                    |                 |                 |                    |
| 경상북도   | 경산군             | 청도군          | 고령군          | 성주군             |
| 경상북도   | 박해정             | 김준태          | 곽태진          | 주병환             |
| 경상북도   |                    |                 |                 |                    |
| 경상북도   | 칠곡군             | 금릉군          | 선산군          | 상주군 갑          |
| 경상북도   | 장택상             | 우돈규          | 신준원          | 홍정표             |
| 경상북도   |                    |                 |                 |                    |
| 경상북도   | 상주군 을          | 문경군          | 예천군          | 영주군             |
| 경상북도   | 김기령             | 이병하          | 현석호          | 황호영             |
| 경상북도   |                    |                 |                 |                    |
| 경상북도   | 봉화군             | 울릉군          |                 |                    |
| 경상북도   | 최영두             | 전석봉          |                 |                    |
| 경상북도   |                    |                 |                 |                    |
| 경상남도   | 부산시 중구        | 부산시 서구 갑  | 부산시 서구 을  | 부산시 영도구 갑   |
| 경상남도   | 김응주             | 김영삼          | 김동욱          | 최성욱             |
| 경상남도   |                    |                 |                 |                    |
| 경상남도   | 부산시 영도구 을   | 부산시 동구 갑  | 부산시 동구 을  | 부산시 부산진구 갑 |
| 경상남도   | 이만우             | 박순천          | 이종린          | 이종남             |
| 경상남도   |                    |                 |                 |                    |
| 경상남도   | 부산시 부산진구 을 | 부산시 동래구   | 마산시          | 진주시             |
| 경상남도   | 박찬현             | 김명수          | 정남규          | 김용진             |
| 경상남도   |                    |                 |                 |                    |
| 경상남도   | 충무시             | 진해시          | 삼천포시        | 진양군             |
| 경상남도   | 최천               | 김병진          | 이재현          | 황남팔             |
| 경상남도   |                    |                 |                 |                    |
| 경상남도   | 의령군             | 함안군          | 창녕군          | 밀양군 갑          |
| 경상남도   | 강봉용             | 한종건          | 박기정          | 백남훈             |
| 경상남도   |                    |                 |                 |                    |
| 경상남도   | 밀양군 을          | 양산군          | 울산군 갑       | 울산군 을          |
| 경상남도   | 박권희             | 임기태          | 최영근          | 정해영             |
| 경상남도   |                    |                 |                 |                    |
| 경상남도   | 동래군             | 김해군 갑       | 김해군 을       | 창원군 갑          |
| 경상남도   | 조일재             | 최원호          | 서정원          | 이양호             |
| 경상남도   |                    |                 |                 |                    |
| 경상남도   | 창원군 을          | 통영군          | 거제군          | 고성군             |
| 경상남도   | 김봉재             | 서정귀          | 윤병한          | 최석림             |
| 경상남도   |                    |                 |                 |                    |
| 경상남도   | 사천군             | 남해군          | 하동군          | 산청군             |
| 경상남도   | 정헌주             | 최치환          | 윤종수          | 조명환             |
| 경상남도   |                    |                 |                 |                    |
| 경상남도   | 함양군             | 거창군          | 합천군 갑       | 합천군 을          |
| 경상남도   | 정준현             | 신중하          | 이상신          | 정길영             |
| 경상남도   |                    |                 |                 |                    |
| 제주도     | 제주시             | 북제주군        | 남제주군        |                    |
| 제주도     | 고담용             | 홍문중          | 김성숙          |                    |

### 참의원의원
민주당 
 자유당 
 사회대중당 
 한국사회당 
 혁신동지총연맹 
 무소속 

| 선거구     | 당선자 | 당선자 | 당선자 | 당선자 | 당선자 | 당선자 | 당선자 | 당선자 |
| 선거구     | 제1부  | 제1부  | 제1부  | 제1부  | 제2부  | 제2부  | 제2부  | 제2부  |
| ---------- | ------ | ------ | ------ | ------ | ------ | ------ | ------ | ------ |
| 서울특별시 | 백낙준 | 한통숙 | 김동명 |        | 이인   | 고희동 | 전용순 |        |
| 경기도     | 여운홍 | 정낙필 | 신의식 |        | 김용성 | 이교선 | 하상훈 |        |
| 강원도     | 정순응 | 김대식 |        |        | 김병노 | 김진구 |        |        |
| 충청북도   | 박기운 | 송필만 |        |        | 박찬희 | 오범수 |        |        |
| 충청남도   | 이범석 | 심종석 | 이범승 |        | 이훈구 | 정긍모 | 한광석 |        |
| 전라북도   | 소선규 | 강택수 | 송방용 |        | 양춘근 | 엄병학 | 엄민영 |        |
| 전라남도   | 황성수 | 조국현 | 김남중 | 이남규 | 박철웅 | 정문갑 | 최상채 | 양회영 |
| 경상북도   | 백남억 | 이효상 | 송관수 | 최희송 | 이원만 | 권동철 | 김장섭 | 최달희 |
| 경상남도   | 안호상 | 오위영 | 김용주 | 설창수 | 윤치형 | 김형두 | 정상구 | 김달범 |
| 제주도     | 강재량 |        |        |        | 강경옥 |        |        |        |

## 정부 구성

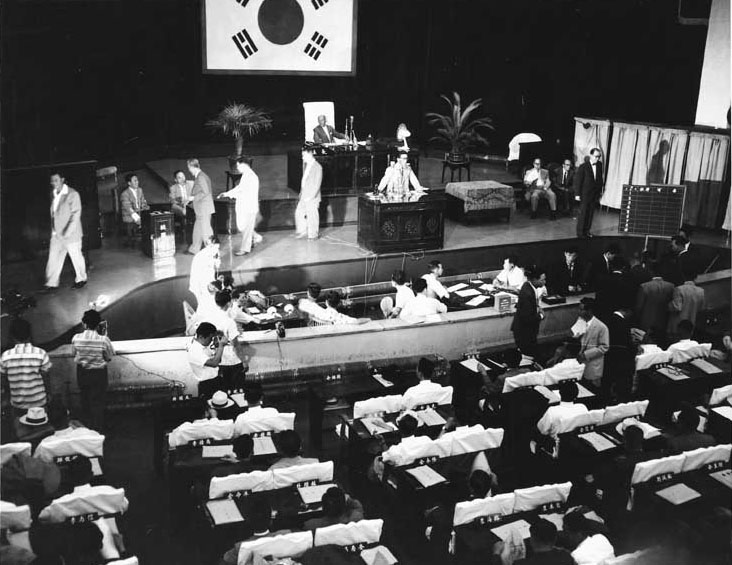
1960년 8월 8일 국회 개원식 및 의장 선거

대통령은 양원 합동 회의에서 선거하되 재적 의원의 3분의 2를 득표해야 했으며, 국무총리는 대통령이 지명하고 민의원의원 과반의 찬성을 얻어야 했다.
선거 직후 민주당 구파가 분당을 선언함으로써, 대통령 및 국무총리의 선출을 두고 신파와 구파는 정면 충돌을 피할 수 없게 되었다. 구파는 양원 의장단 선거에서 부의장직 3개를 모두 차지하는 등 기선을 제압했으며, 대통령직과 국무총리직을 모두 차지하기 위한 전략 구상에 들어갔다. 국회의원 수에서 구파에 다소 앞서던 신파는 집권 후 안정적인 국정 운영을 위해서라도 분당을 막아야 한다는 판단 하에 실권을 갖는 국무총리직은 신파에서 차지하되, 대통령직은 구파에 내주는 전략을 폈다.
구파는 8월 11일 윤보선 민주당 최고위원을 대통령 후보, 김도연 민주당 중앙위원회 의장을 국무총리 후보로 지명하였다. 이에 신파 역시 8월 12일 윤보선 민주당 최고위원을 대통령 후보, 장면 민주당 대표최고위원을 국무총리 후보로 지명하였다. 결국 윤보선 최고위원은 8월 12일 양원 합동 회의에서 대통령으로 당선되었다.
윤보선 대통령은 8월 16일 김도연 박사를 국무총리로 지명하였다. 신파는 지명 전부터 김도연 인준 저지를 결의한 가운데, 민정구락부 및 순수 무소속 의원들은 김도연 박사와 장면 박사 측에 각각 원내 소수파 활동 보장, 무소속 의원 입각 등에 대한 입장을 묻는 질의서를 보내 답신에 따라 입장을 정하기로 결정하였다. 김도연 박사는 답신을 통해 원내 소수파 활동에 대해서는 국무총리의 권한 밖이라 공약할 것이 없다고 밝혔으며, 무소속 입각에 관하여서도 미온적인 태도를 보였다. 결국 무소속 의원들은 인준 반대를 선언했으며, 다음날인 8월 17일 민의원의원들의 무기명 투표 결과 찬성 111명, 반대 112명, 무효 1명, 결석 3명으로 찬성자 수가 재적 민의원의원 227명의 과반인 114명에 미달하여 김도연 총리 인준안은 부결되었다.
헌법은 대통령이 총리 인준 부결 후 5일 동안 새 총리 후보를 지명하지 않을 시 국회의원들의 투표로 총리를 선거하도록 규정했는데, 구파에서는 한 때 이 조항대로 5일을 기다렸다가 신파와 국회에서의 표 대결을 벌일 것을 계획하였다. 그러나 윤보선 대통령은 정국의 불안정을 방치할 수 없다며 8월 18일 장면 박사를 총리로 지명했다. 구파는 이를 부결시키기 위해 총력을 기울였으며, 무소속 의원들은 이번에도 인준 반대를 선언하였다. 그러나 8월 19일 민의원 무기명 투표 결과 찬성 117명, 반대 107명, 무효 1명, 결석 3명이 나와, 장면 총리 인준안은 가까스로 재적 민의원의원 228명 중 과반인 115명 이상의 지지를 얻어 통과되었다. 장면 박사는 신파는 물론 일부 구파, 무소속 의원들에게까지 지지를 받은 것으로 알려졌다.
바야흐로 1960년 8월 23일, 장면 총리가 조각을 완료하고 초대 내각을 발표해 장면 내각은 출범을 보게 되었다. 그러나 신파와 구파, 무소속 및 원외 인사들을 아우르는 범계파적인 조각을 하겠다던 장면 총리의 인준 전 공약과는 달리, 공개된 내각 명단은 신파 인사들이 대부분인 것으로 드러났다. 13명의 장관 중 교통장관에 구파의 정헌주 의원, 농림장관에 무소속 박제환 의원, 문교장관에 원외 인사인 오천석 이화여대 대학원장을 임명한 것 외에는 모두 신파 의원들이 기용되었으며, 심지어 인준 전에 무소속 의원을 임명할 것을 확약했던 국방장관과 법무장관 자리마저 신파가 차지한 것으로 나타났다. 이는 구파 측과의 조각 협상이 긴 진통 끝에 결렬된 결과였는데, 장면 총리는 이 명단은 한시적인 것이며 언제고 협상이 재타결되면 개각을 할 것이라고 밝혔다.
8월 31일 구파 민의원의원 86명이 '구파동지회'라는 이름의 원내교섭단체를 구성하자 위기감을 느낀 장면 총리는 서둘러 개각을 단행, 9월 12일 국방장관, 교통장관, 체신장관, 보사장관, 부흥장관 등을 구파 인사들로 새로 임명하였다. 이로써 장면 내각은 다시 출범했으나, 신구파 간의 갈등은 잦아들지 않아 장면 내각의 순탄치 않은 임기를 예고하였다.

## 같이 보기
- 대한민국 제5대 국회
- 대한민국 제5대 국회의원 목록